# ضرس ماضب (موقع أثري)
ضرس ماضب؛ هو موقع أثري يقع على بعد 130 كم من شمال الطائف بمنطقة مكة المكرمة غرب المملكة العربية السعودية.

## الآثار
يعد موقع ضرس ماضب أحد أهم المواقع الأثرية في منطقة مكة المكرمة لإحتوائه على عدد كبير من النقوش والرسوم والكتابات، حيث تنوعت مابين رسوم آدمية و حيوانية و مناظر حية ووسوم و نقوش بالخط الثمودي و الخط الحجازي.
تنوعت رسوم الحيوانات إلى وعول و جمال و نعام و أغنام ذات قرون و أبقار ذات قرون أيضًا. كما وجدت رسوم آدمية بطول 90 سم بأسلوب النحت الكلي ووجدت مناظر لصيد النعام على الخيول وصيد أسد وأسد يطارد حيوانات بالإضافة إلى رسوم أبقار بقرون للأعلى أمام أسد.